# Red Bull Ring
Der Red Bull Ring ist eine Motorsport-Rennstrecke in der Stadtgemeinde Spielberg in der Steiermark, Österreich. 1970 als Österreichring eröffnet, war die Rennstrecke bis 1987 Austragungsort des Großen Preis von Österreich. Von 1997 bis 2003 hieß der Kurs, gesponsert von Telekom Austria, A1-Ring. 2011 wurde die Rennstrecke nach Umbauarbeiten am 15. Mai 2011 als Red Bull Ring wiedereröffnet.
Oft wird das zwei Kilometer entfernte Zeltweg als Ort angegeben, obwohl sich die Rennstrecke auf dem Gebiet der Gemeinde Spielberg befindet. 1963 fand auf dem Fliegerhorst Zeltweg-Hinterstoisser der erste Große Preis von Österreich statt, der sich jedoch in die Formel-1-Rennen ohne Weltmeisterschaftsstatus einreiht. Erst 1964 zählte das Formel-1-Rennen in Zeltweg zur Automobil-Weltmeisterschaft.

## Geschichte

### Österreichring (1969–1987)
Offiziell wurde die Rennstrecke im Jahr 1969 mit einem 1000-Kilometer-Rennen in Betrieb genommen. Der Sieg ging an Joseph Siffert und Kurt Ahrens im Porsche 917. Am 15. August 1970 feierte die Formel-1 beim Großen Preis von Österreich 1970 ihre Premiere auf dem knapp 6 km langen Österreichring. Vor mehr als 100.000 Zuschauern fuhr Jochen Rindt bei seinem Heimrennen auf die Pole Position. Im Rennen schied er in Runde 21 nach einem Motorschaden aus.
Am 17. August 1975 verunglückte Mark Donohue im Warm-up zum Großen Preis von Österreich 1975. Bei dem vermutlich durch einen defekten Reifen verursachten Unfall überschlug sich sein Wagen mehrfach und zerschellte an einer Werbetafel. Donohue schien zunächst nicht schwer verletzt, fiel jedoch einen Tag später ins Koma und starb an einem Blutgerinnsel im Gehirn. Als Reaktion auf den tödlichen Unfall wurde die Strecke 1977 durch den Einbau einer Schikane, das Hella-S, entschärft. Der Österreichring war ein Hochgeschwindigkeitskurs und galt zwischenzeitlich als schnellste Strecke der Formel 1. Nach zwei Rennabbrüchen aufgrund von Massenkollisionen beim Großen Preis von Österreich 1987 gehörte das Rennen zehn Jahre lang nicht zum Formel-1-Kalender.

1977–1995 Streckenführung vor dem Umbau, grau die Hella-Kurve – Streckenführung 1969–1977
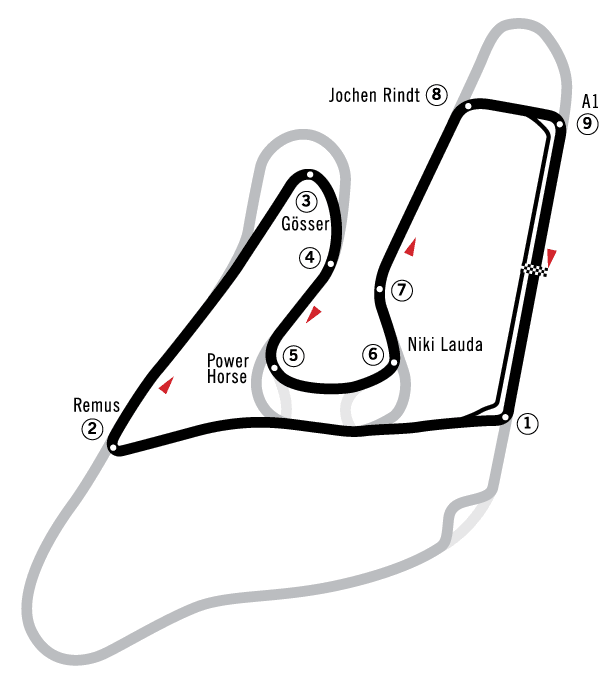
Streckenführung von 1995 und 1996 im Vergleich
1996–2004 Streckenführung als A1-Ring
Planungsentwurf von 2005
Seit 2010 wiederaufgebaute Streckenführung als Red Bull Ring
Motorrad-Variante seit 2022 mit Schikane

### A1-Ring (1996–2003)
Die Strecke wurde unter Berücksichtigung der neuesten Sicherheitsvorschriften modernisiert und auf 4,318 km verkürzt. Im Vergleich zur ursprünglichen Streckenführung verfügte der umgebaute Mobilkom Austria A1-Ring nicht mehr über die zahlreichen schnellen „Mutkurven“, sondern wurde an die Landschaft angepasst und wies Steigungen und Bergpassagen auf. Für einige Fahrer büßte er dadurch an Beliebtheit ein, während sich für die Zuschauer spannendere Rennverläufe ergaben: Durch die schärferen Kurven mit ihren dramatischen Brems- und Beschleunigungsmanövern ergaben sich mehr Überholmöglichkeiten. Mit dieser Charakteristik diente der A1-Ring vielen nachfolgend umgebauten Rennstrecken als Vorbild, beispielsweise dem Hockenheimring, wo die neue Spitzkehre nach der Parabolika ebenfalls das Überholen erleichterte.
In den Jahren 1996 und 1997 fand hier außerdem der Große Preis von Österreich der Motorrad-Weltmeisterschaft statt.
Die Formel 1 kehrte 1997 nach Österreich zurück und blieb bis 2003.
Anschließend erwarb Dietrich Mateschitz das Gelände und wollte es zu einer Motorsport- und Flugakademie ausbauen. Aufgrund von Einsprüchen aus der Bevölkerung und eines negativen Bescheides des österreichischen Umweltsenats ließ Mateschitz wieder von den Plänen ab. Inzwischen war aber bereits mit Abbrucharbeiten begonnen worden, sodass die Rennstrecke in der Folge nicht benutzbar und durch den Teilabbruch auch die vorhandene Betriebsgenehmigung erloschen war.
Nach intensiven Bemühungen der steirischen Politik kam es zu einem Nachfolgeprojekt, mit dem Ziel, die Rennstrecke wieder zu reaktivieren und daneben als Teststrecke für die Industrie interessant zu machen. Als Partner waren wiederum Red Bull beteiligt, zudem die Konzerne KTM, VW und Magna. Als Baubeginn war 2007 eingeplant. Nach dem Ausstieg des Volkswagen-Konzerns aus dem Projekt wurde der Wiederaufbau zunächst nicht durchgeführt.

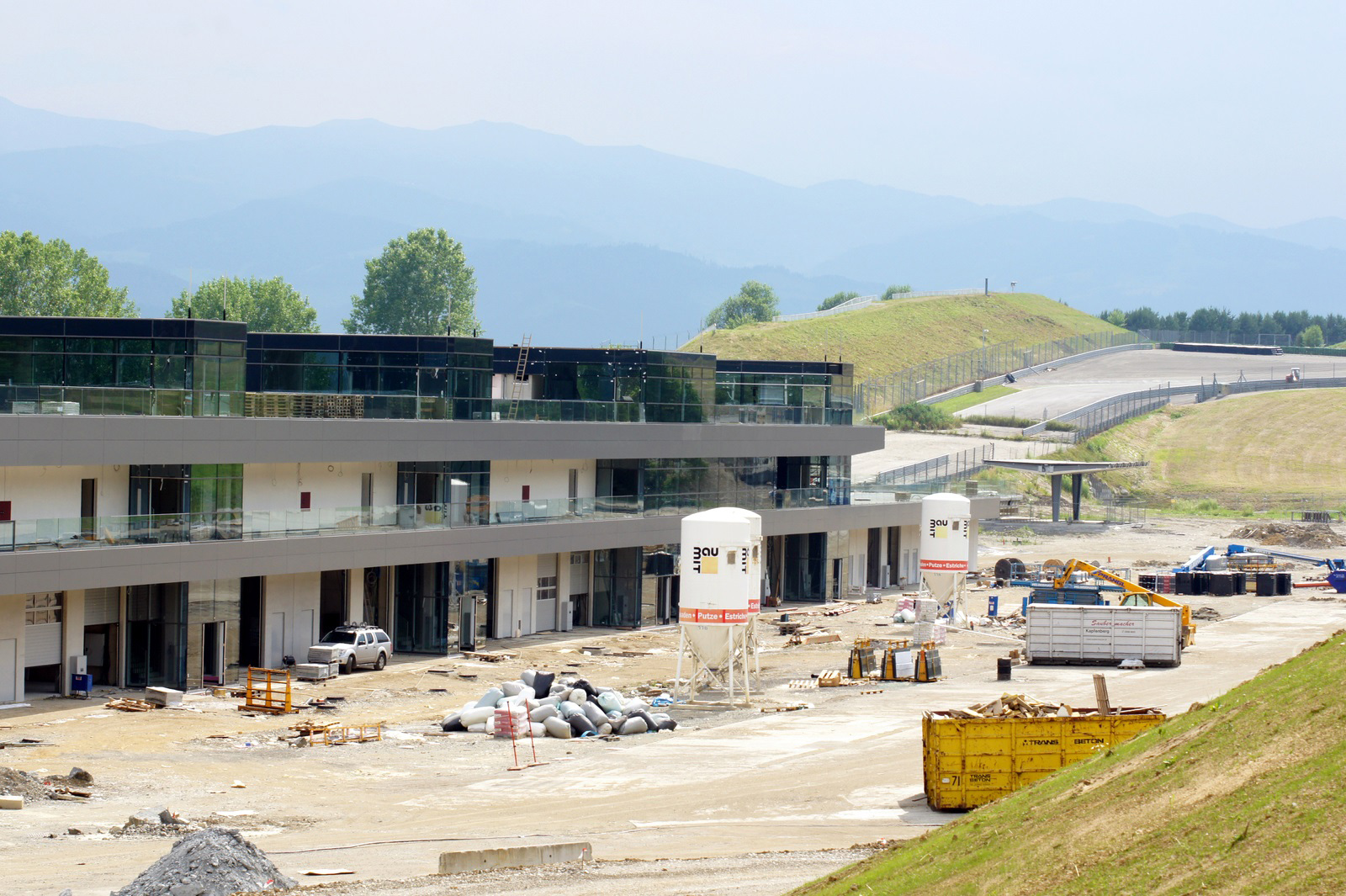
4. Juli 2010 Baufortschritt in Spielberg.

### Red Bull Ring (seit 2011)
Im April 2008 wurde bekannt, dass Red Bull die bereits abgerissene Rennstrecke wieder aufbauen wollte. Am 20. Oktober 2008 erhielt das Projekt Spielberg grünes Licht. Drei Jahre später, am 15. Mai 2011, wurde der Red Bull Ring mit einem Tag der offenen Tür offiziell vorgestellt. Als erste große Motorsport-Serie fuhr die DTM am Red Bull Ring. Am 22. Juni 2014, nach einer Pause von 10 Jahren, kehrte die Formel 1 zurück, am 14. August 2016, nach einer Pause von neunzehn Jahren, veranstaltete auch die Motorrad-Weltmeisterschaft hier wieder die Rennen der drei Klassen (Moto3, Moto2 und MotoGP).
Seit 2012 gibt es auf dem Gelände eine weitere Attraktion:
Ein 14,6 m hoher Stier aus Stahl mit vergoldeten Hörnern von Martin Kölldorfer, Clemens Neugebauer und der Schlosserei Sachan wurde auf dem Gelände montiert und eingeweiht. Die gesamte Skulptur inklusive Bogen erreicht eine Höhe von 17,2 Metern und ein Gewicht von 68 Tonnen. Das Fundament für den Stier wird von 44 Tonnen Stahl gebildet, die in 950 Tonnen Beton eingegossen sind.
Im Jahr 2020 gab es in der Formel 1 eine Besonderheit, als wegen der COVID-19-Pandemie der Saisonstart auf Juli verschoben werden musste und Österreich erstmals in der Geschichte der Formel 1 das Auftaktrennen bildete. Eine weitere Premiere gab es, als eine weitere Woche später erneut ein Formel-1-Rennen auf dem Red Bull Ring stattfand. Zur Unterscheidung wurde es Großer Preis der Steiermark genannt, unter der Bezeichnung ebenfalls ein Novum. Auch die Motorrad-Weltmeisterschaft führte pandemiebedingt 2020 und 2021 jeweils den Großen Preis von Österreich sowie den Großen Preis der Steiermark auf dem Red Bull Ring durch.
Der Vertrag der Motorrad-Weltmeisterschaft wurde bis 2030 verlängert, der Vertrag mit der Formel 1 läuft bis 2041. Seit 2023 wird auch das Red Bull Ring Classics, ein Event für Liebhaber und Fans von historischem Racing am Red Bull Ring ausgetragen. 2022 vom Veranstalter BG Sportpromotion als Austrian Historic gestartet, fand die Veranstaltung im Jahr darauf seine Fortsetzung unter dem neuen Namen Red Bull Ring Classics.

## Rennstrecke im Detail

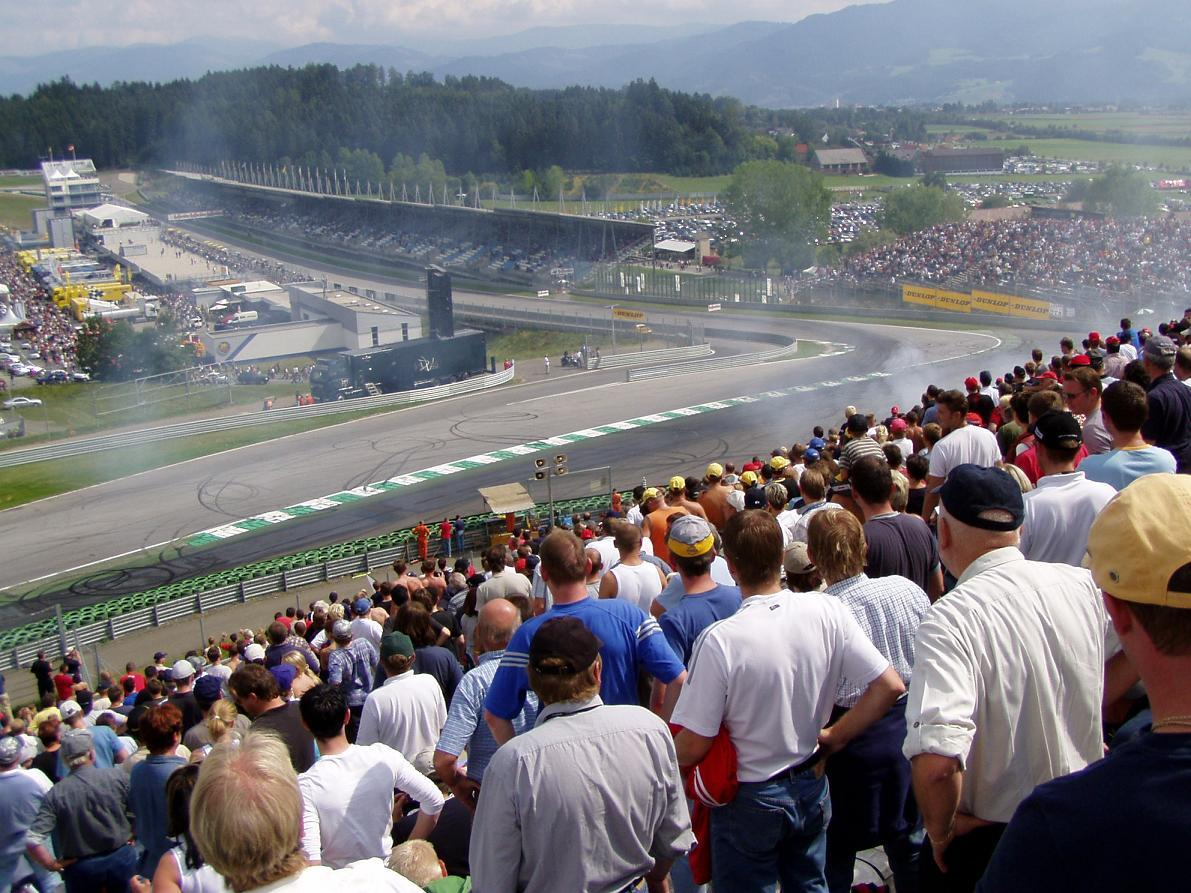
2003: Die DTM am A1-Ring

Der Red Bull Ring besteht aus 10 Kurven, sieben Rechts- und drei Linkskurven. Der Kurs weist erhebliche Höhenunterschiede auf, die maximale Steigung beträgt 12 % und das maximale Gefälle 9,3 %. Eine Runde beginnt mit einem bergauf führenden, scharfen Rechtsknick nach dem Start, nach der langen Bergaufgeraden folgt die Spitzkehre, die beste Überholgelegenheit. Bergab folgt eine Rechtskurve, die beiden schnellen Linkskurven im Infield gehen dann in die beiden Zielkurven über. Die Topographie der Rennstrecke bietet den Zuschauern vor Ort eine gute Sicht auf weite Teile der Strecke. Die Strecke ist auf drei Seiten von Hängen umgeben, die teilweise als Naturtribünen genutzt werden. Durch diese Arena-Charakteristik ergibt sich eine gute Übersicht über die gesamte Strecke, eine landschaftliche Atmosphäre bei den Rennen und nach außen hin ein gewisser Schallschutz.
Beginnend im November 2021 wurde die Bergauf-Passage des Red Bull Ring im Bereich der zweiten Kurve in enger Abstimmung mit FIM, Dorna und der FIA zu einer Schikane ausgebaut. Für die Planung zeigte sich der deutsche Rennstrecken-Entwickler Hermann Tilke verantwortlich. Die alternative Layout-Variante im Bereich von Kurve 2 – zwei 90-Grad-Turns im Charakter einer schnellen Doppelkurve – wird von der Motorrad-WM und anderen Motorradserien befahren. Die Streckenführung für die Formel 1 blieb unverändert.

## Statistik

### Formel 1
| Nr. | Jahr | Fahrer                | Konstrukteur | Motor               | Reifen | Zeit          | Streckenlänge | Runden | Ø-Tempo      | Datum         | GP von/der |
| --- | ---- | --------------------- | ------------ | ------------------- | ------ | ------------- | ------------- | ------ | ------------ | ------------- | ---------- |
| 1   | 1970 | Jacky Ickx            | Ferrari      | Ferrari             | F      | 1:42:17,320 h | 5,911 km      | 60     | 208,035 km/h | 16. August    | Österreich |
| 2   | 1971 | Jo Siffert            | B.R.M.       | B.R.M.              | F      | 1:30:23,910 h | 5,911 km      | 54     | 211,858 km/h | 15. August    | Österreich |
| 3   | 1972 | Emerson Fittipaldi    | Lotus        | Ford                | F      | 1:29:16,660 h | 5,911 km      | 54     | 214,518 km/h | 13. August    | Österreich |
| 4   | 1973 | Ronnie Peterson       | Lotus        | Ford                | G      | 1:28:48,780 h | 5,911 km      | 54     | 215,640 km/h | 19. August    | Österreich |
| 5   | 1974 | Carlos Reutemann      | Brabham      | Ford                | G      | 1:28:44,720 h | 5,911 km      | 54     | 215,804 km/h | 18. August    | Österreich |
| 6   | 1975 | Vittorio Brambilla    | March        | Ford                | G      | 0:57:56,690 h | 5,911 km      | 29     | 177,499 km/h | 17. August    | Österreich |
| 7   | 1976 | John Watson           | Penske       | Ford                | G      | 1:30:07,860 h | 5,910 km      | 54     | 212,451 km/h | 15. August    | Österreich |
| 8   | 1977 | Alan Jones            | Shadow       | Ford                | G      | 1:37:16,490 h | 5,942 km      | 54     | 197,914 km/h | 14. August    | Österreich |
| 9   | 1978 | Ronnie Peterson       | Lotus        | Ford                | G      | 1:41:21,570 h | 5,942 km      | 54     | 189,939 km/h | 13. August    | Österreich |
| 10  | 1979 | Alan Jones            | Williams     | Ford                | G      | 1:27:38,010 h | 5,942 km      | 54     | 219,689 km/h | 12. August    | Österreich |
| 11  | 1980 | Jean-Pierre Jabouille | Renault      | Renault             | M      | 1:26:15,730 h | 5,942 km      | 54     | 223,181 km/h | 17. August    | Österreich |
| 12  | 1981 | Jacques Laffite       | Ligier       | Matra               | M      | 1:27:36,470 h | 5,942 km      | 53     | 215,683 km/h | 16. August    | Österreich |
| 13  | 1982 | Elio de Angelis       | Lotus        | Ford                | G      | 1:25:02,212 h | 5,942 km      | 53     | 222,204 km/h | 15. August    | Österreich |
| 14  | 1983 | Alain Prost           | Renault      | Renault             | M      | 1:24:32,745 h | 5,942 km      | 53     | 223,495 km/h | 14. August    | Österreich |
| 15  | 1984 | Niki Lauda            | McLaren      | Porsche (TAG)       | M      | 1:21:12,851 h | 5,942 km      | 51     | 223,884 km/h | 19. August    | Österreich |
| 16  | 1985 | Alain Prost           | McLaren      | Porsche (TAG)       | G      | 1:20:12,583 h | 5,942 km      | 52     | 231,132 km/h | 18. August    | Österreich |
| 17  | 1986 | Alain Prost           | McLaren      | Porsche (TAG)       | G      | 1:21:22,531 h | 5,942 km      | 52     | 227,821 km/h | 17. August    | Österreich |
| 18  | 1987 | Nigel Mansell         | Williams     | Honda               | G      | 1:18:44,898 h | 5,942 km      | 52     | 235,421 km/h | 16. August    | Österreich |
|     |      |                       |              |                     |        |               |               |        |              |               | Österreich |
| 19  | 1997 | Jacques Villeneuve    | Williams     | Renault             | G      | 1:27:35,999 h | 4,323 km      | 71     | 210,228 km/h | 21. September | Österreich |
| 20  | 1998 | Mika Häkkinen         | McLaren      | Mercedes            | B      | 1:30:44,086 h | 4,319 km      | 71     | 202,777 km/h | 26. Juli      | Österreich |
| 21  | 1999 | Eddie Irvine          | Ferrari      | Ferrari             | B      | 1:28:12,438 h | 4,319 km      | 71     | 208,587 km/h | 25. Juli      | Österreich |
| 22  | 2000 | Mika Häkkinen         | McLaren      | Mercedes            | B      | 1:28:15,818 h | 4,326 km      | 71     | 208,792 km/h | 16. Juli      | Österreich |
| 23  | 2001 | David Coulthard       | McLaren      | Mercedes            | B      | 1:27:45,927 h | 4,326 km      | 71     | 209,977 km/h | 13. Mai       | Österreich |
| 24  | 2002 | Michael Schumacher    | Ferrari      | Ferrari             | B      | 1:33:51,562 h | 4,326 km      | 71     | 196,344 km/h | 12. Mai       | Österreich |
| 25  | 2003 | Michael Schumacher    | Ferrari      | Ferrari             | B      | 1:24:04,888 h | 4,326 km      | 69     | 213,003 km/h | 18. Mai       | Österreich |
|     |      |                       |              |                     |        |               |               |        |              |               | Österreich |
| 26  | 2014 | Nico Rosberg          | Mercedes     | Mercedes            | P      | 1:27:54,976 h | 4,326 km      | 71     | 214,518 km/h | 22. Juni      | Österreich |
| 27  | 2015 | Nico Rosberg          | Mercedes     | Mercedes            | P      | 1:30:16,930 h | 4,326 km      | 71     | 204,160 km/h | 21. Juni      | Österreich |
| 28  | 2016 | Lewis Hamilton        | Mercedes     | Mercedes            | P      | 1:27:38,107 h | 4,326 km      | 71     | 210,203 km/h | 3. Juli       | Österreich |
| 29  | 2017 | Valtteri Bottas       | Mercedes     | Mercedes            | P      | 1:21:48,523 h | 4,326 km      | 71     | 224,757 km/h | 9. Juli       | Österreich |
| 30  | 2018 | Max Verstappen        | Red Bull     | Renault (TAG Heuer) | P      | 1:21:56,024 h | 4,326 km      | 71     | 224,233 km/h | 1. Juli       | Österreich |
| 31  | 2019 | Max Verstappen        | Red Bull     | Honda               | P      | 1:22:01,822 h | 4,326 km      | 71     | 224,150 km/h | 30. Juni      | Österreich |
| 32  | 2020 | Valtteri Bottas       | Mercedes     | Mercedes            | P      | 1:30:55,739 h | 4,326 km      | 71     | 202,214 km/h | 5. Juli       | Österreich |
| 33  | 2020 | Lewis Hamilton        | Mercedes     | Mercedes            | P      | 1:22:50,683 h | 4,326 km      | 71     | 221,947 km/h | 12. Juli      | Steiermark |
| 34  | 2021 | Max Verstappen        | Red Bull     | Honda               | P      | 1:22:18,925 h | 4,326 km      | 71     | 223,374 km/h | 27. Juni      | Steiermark |
| 35  | 2021 | Max Verstappen        | Red Bull     | Honda               | P      | 1:23:54,543 h | 4,326 km      | 71     | 219,132 km/h | 4. Juli       | Österreich |
| 36  | 2022 | Charles Leclerc       | Ferrari      | Ferrari             | P      | 1:24:24,312 h | 4,326 km      | 71     | 230,010 km/h | 10. Juli      | Österreich |
| 37  | 2023 | Max Verstappen        | Red Bull     | Honda RBPT          | P      | 1:25:33,607 h | 4,326 km      | 71     | 214,903 km/h | 2. Juli       | Österreich |
| 38  | 2024 | George Russell        | Mercedes     | Mercedes            | P      | 1:24:22,798 h | 4,326 km      | 71     | 217,909 km/h | 30. Juni      | Österreich |
| 39  | 2025 | Lando Norris          | McLaren      | Mercedes            | P      | 1:23:47,693 h | 4,326 km      | 70     | 216,738 km/h | 29. Juni      | Österreich |

Rekordsieger
Fahrer: Max Verstappen (5), Alain Prost (3)
Fahrernationen: Großbritannien (7), Frankreich / Niederlande (je 5)
Konstrukteure: Mercedes, McLaren (je 7), Ferrari / Red Bull (je 5)
Motorenhersteller: Mercedes (11), Ford (9), Ferrari (5)
Reifenhersteller: Pirelli (14), Goodyear (12), Bridgestone (6)

### Motorrad
| Nr. | Jahr | Sieger            | Motorrad | Reifen | Zeit          | Streckenlänge | Runden | Ø-Tempo      | Datum      | GP von/der |
| --- | ---- | ----------------- | -------- | ------ | ------------- | ------------- | ------ | ------------ | ---------- | ---------- |
| 1   | 1996 | Àlex Crivillé     | Honda    | M      | 42:37,024 min | 4,323 km      | 29     | 176,503 km/h | 4. August  | Österreich |
| 2   | 1997 | Mick Doohan       | Honda    | M      | 41:48,665 min | 4,323 km      | 29     | 179,905 km/h | 1. Juni    | Österreich |
|     |      |                   |          |        |               |               |        |              |            | Österreich |
| 3   | 2016 | Andrea Iannone    | Ducati   | M      | 39:46,255 min | 4,318 km      | 28     | 182,401 km/h | 14. August | Österreich |
| 4   | 2017 | Andrea Dovizioso  | Ducati   | M      | 39:43,323 min | 4,318 km      | 28     | 182,625 km/h | 13. August | Österreich |
| 5   | 2018 | Jorge Lorenzo     | Ducati   | M      | 39:40,688 min | 4,318 km      | 28     | 182,827 km/h | 12. August | Österreich |
| 6   | 2019 | Andrea Dovizioso  | Ducati   | M      | 39:34,771 min | 4,318 km      | 28     | 183,283 km/h | 11. August | Österreich |
| 7   | 2020 | Andrea Dovizioso  | Ducati   | M      | 28:20,853 min | 4,318 km      | 20     | 182,788 km/h | 16. August | Österreich |
| 8   | 2020 | Miguel Oliveira   | KTM      | M      | 16:56,025 min | 4,318 km      | 12     | 183,595 km/h | 23. August | Steiermark |
| 9   | 2021 | Jorge Martín      | Ducati   | M      | 38:07,879 min | 4,318 km      | 27     | 183,449 km/h | 8. August  | Österreich |
| 10  | 2021 | Brad Binder       | KTM      | M      | 40:43,928 min | 4,318 km      | 28     | 179,386 km/h | 15. August | Steiermark |
| 11  | 2022 | Francesco Bagnaia | Ducati   | M      | 42:14,886 min | 4,348 km      | 28     | 172,988 km/h | 21. August | Österreich |
| 12  | 2023 | Francesco Bagnaia | Ducati   | M      | 42:11,173 min | 4,348 km      | 28     | 173,152 km/h | 20. August | Österreich |
| 13  | 2024 | Francesco Bagnaia | Ducati   | M      | 42:23,315 min | 4,348 km      | 28     | 172,326 km/h | 18. August | Österreich |
| 14  | 2025 | Marc Márquez      | Ducati   | M      | 42:11,006 min | 4,348 km      | 28     | 173,0 km/h   | 17. August | Österreich |

Rekordsieger
Fahrer: Andrea Dovizioso, Francesco Bagnaia (3) • Fahrernationen: Italien (5) • Konstrukteure: Ducati (10)